# 파커 포지
파커 포지(Parker Posey, 1968년 11월 8일 ~ )는 미국의 배우이다.

## 출연
- 2016년: 카페 소사이어티 (Cafe Society) - 라디 역
- 2015년: 이레셔널 맨 (Irrational Man)
- 2009년: 해피 티어스 (Happy Tears) - 제인 역
- 2008년: 디 아이 (The Eye) - 헬렌 웰스 역
- 2007년: 브로큰 잉글리쉬 (Broken English) - 노라 와일더 역
- 2006년: 페이 그림 (Fay Grim) - 페이 그림 역
- 2006년: 수퍼맨 리턴즈 (Superman Returns) - 키티 코왈스키 역
- 2004년: 사랑에 빠지는 아주 특별한 법칙 (Laws of Attraction) - 세레나 역
- 2004년: 블레이드 3 (Blade III : Trinity) - 대니카 역
- 2003년: 마이티 윈드 (A Mighty Wind) - 시시 녹스 역
- 2002년: 피너츠 송 - 주디 웹 역
- 2001년: 푸시캣 클럽 (Josie and the Pussycats) - 피오나 / 리사 스나이더 역
- 2001년: 결혼기념일에 생긴 일 (The Anniversary Party) - 주디 아담스 역
- 2000년: 베스트 쇼 (Best in Show) - 메그 스완 역
- 2000년: 스크림3 - 제니퍼 역
- 1998년: 유브 갓 메일 (You've Got Mail) - 패트리샤 에덴 역
- 1997년: 클럭워쳐스 (Clockwatchers) - 마가렛 J. 버 역
- 1997년: 하우스 오브 예스 (The house of yes) - 재키 오 파스칼 역
- 1996년: 바스키아 (Basquiat) - 메리 분 역
- 1995년: 프리스크 (Frisk)
- 1995년: 파티 걸 (Party Girl)
- 1994년: 슬립 위드 미 (Sleep with Me) - 아데나 역
- 1993년: 라스트 스쿨 데이 (Dazed and Confused) - 달라 마크스 역